# Raschau (Tarnau)
Raschau (polnisch Raszowa) ist eine Ort in der Gemeinde Tarnau im Powiat Opolski der Woiwodschaft Opole in Polen.

## Geographie
Das  Angerdorf Raschau liegt fünf Kilometer nordöstlich von Tarnau und 19 Kilometer südöstlich von Opole (Oppeln) in der Nizina Śląska (Schlesischen Tiefebene) am Dembioer Flößbach.
Nachbarorte von Raschau sind im Norden Danietz (Daniec) und im Osten Zauche (Utrata), im Südwesten Nakel (Nakło) und im Osten Schulenberg (Walidrogi).

## Geschichte
Raschau wurde 1297 erstmals urkundlich erwähnt, nachdem ein Herr namens Thulecz im Dorf eine Kirche baute. 1401 wird der Ort ein weiteres Mal als Raschav, 1421 als Raschowa und 1532 als Raschowy erwähnt.
1618 lebten in Raschowa zehn Bauern, zwei Müller und fünf Gärtner. Nach dem Ersten Schlesischen Krieg 1742 fiel Raschau mit dem größten Teil Schlesiens an Preußen. 1781 brannte das Gotteshaus im Dorf ab und wurde zehn Jahre später wieder aufgebaut. 1784 zählte das Dorf 11 Bauern, sieben Gärtner, sieben Häusler und 225 Einwohner.
Nach der Neugliederung der Provinz Schlesien gehörte die Landgemeinde Raschau ab 1816 zum Landkreis Oppeln im Regierungsbezirk Oppeln, mit dem es bis 145 verbunden blieb. 1855 lebten 285 Einwohner im Ort. 1865 hatte der Ort neun Bauern, sieben Gärtner, sechs Häusler und eine Mühle. 1874 wurde der Amtsbezirk Dembio gebildet, der die Landgemeinden Danietz, Dembio, Dombrowitz, Fallmirowitz, Nackel und Raschau sowie den Gutsbezirk Dembio-Oberförsterei umfasste. 1885 lag die Einwohnerzahl bei 578, im Jahre 1900 waren es 580 Einwohner.
Bei der Volksabstimmung in Oberschlesien am 20. März 1921 stimmten 207 Wahlberechtigte für einen Verbleib bei Deutschland und 229 für Polen. Wie der gesamte Stimmkreis Oppeln verblieb Raschau beim Deutschen Reich. 1939 hatte Raschau 723 Einwohner.
Als Folge des Zweiten Weltkriegs viel Raschau mit dem größten Teil Schlesiens an Polen. Anschließend wurde es in Raszowa umbenannt und der Woiwodschaft Schlesien angeschlossen. 1950 wurde es der Woiwodschaft Opole zugewiesen. Seit 1999 gehört es zum Powiat Opolski.
Am 15. Februar 2007 wurde in der Gemeinde Deutsch als zweite Amtssprache eingeführt. Am 14. April 2008 erhielt Raszowa den zusätzlichen amtlichen deutschen Ortsnamen Raschau. Am 27. März 2023 wurde ein Geschichtslehrpfad in deutscher und polnischer Sprache eingeweiht, der durch den Ort führt.

## Sehenswürdigkeiten
- Die römisch-katholische Kirche der Göttlichen Vorsehung (Kościół Opatrzności Bożej) entstand 1291. Dieser mittelalterliche Kirchenbau brannte 1781 ab und wurde 1791 im Stil des Barocks wiederaufgebaut und 1938 erweitert.[2][9] Die Kirche der Göttlichen Vorsehung steht seit 1966 unter Denkmalschutz.[10]
- Denkmal für die Gefallenen des Ersten Weltkriegs
- Fátimakapelle

## Vereine
- Freiwillige Feuerwehr OSP Raszowa